# なかじまゆうゆ
なかじま ゆうゆ（なかじま ゆうゆ、3月16日 - ）は日本の女性声優、俳優。
劇団K-Show所属。以前は元氣プロジェクトに所属していた。

## 出演作品

### テレビアニメ
- Soul Link（アナウンス）
- S・A〜スペシャル・エー〜（映画の女 #12）

### OVA
- 親鸞さま　ねがい、そしてひかり（幼子）
- 名前・・・それは燃えるいのち（矢沢幸子）
- ワイルドバードシンフォニー 第一番 白いファンタジア（生徒）
- ワイルドバードシンフォニー 第二番 地球の見る夢（語り）

### ドラマCD
- S・A〜スペシャル・エー〜 ドラマCD vol.1「彗・宙・純・竜」編（ナンシー）

### ナレーション
- コンサート『Amour de la mer ～アムール・ドゥ・ラ・メール（海に愛を）～』

### 朗読
- わくわく♪音のものがたりをつくろう！

### 舞台
- PINO企画 星の十字軍
- 平石耕一事務所 ブラボー! ファーブル先生（フィラント）
- 劇団K-Show 今日の終電 明日の始発（アンサンブル）
- 劇団K-Show かりんとう（萩野月子A、ミルキー姫B）
- 劇団K-Show 神様のゆううつ～信仰心進行中～（再演）（ナツコ）
- 劇団K-Show こちら、不幸せ放送局！（ナミ）